# Erik Osslund
Erik Gunnar Osslund, född 25 november 1913 i Göteborg, död 1982, var en svensk målare.
Han var son till Helmer Osslund och Dagmar Wassmuth och från 1940 gift med Lisa Wretlind. Osslund utbildade sig vid Tekniska skolan i Stockholm 1931-1933 samt för sin far 1930-1938. Tillsammans med sin far företog han en studieresa till Tyskland och Paris och besökte senare på egen hand bland annat Centralamerika och Mexiko. Separat ställde han ut på Modern konst i hemmiljö i Stockholm 1941 och han ställde därefter ut separat på ett flertal platser i landet. Han medverkade i samlingsutställningen Norrlandskonstnärer på Liljevalchs konsthall och i ett flertal av sin fars minnesutställningar. Hans konst består huvudsakligen av norrländska landskap utförda i olja, gouache, pastell eller akvarell. Osslund är representerad vid Örebro läns museum, Norrbottens museum, Västerås konstförenings galleri och prins Eugens Waldemarsudde. 